# 巴兰多夫制片厂
 巴兰多夫制片厂（英文：Barrandov Studios）是一家位于捷克布拉格的电影制片厂。 它是该国最大的电影制片厂，也是欧洲最大的电影制片厂之一。 
好莱坞的一些作品都在这里制作（例如：《碟中谍》，《谍影重重》，《007：大战皇家赌场》，《特种部队：眼镜蛇的崛起》，《纳尼亚传奇：狮子·女巫·衣柜》等）。 

## 沿革

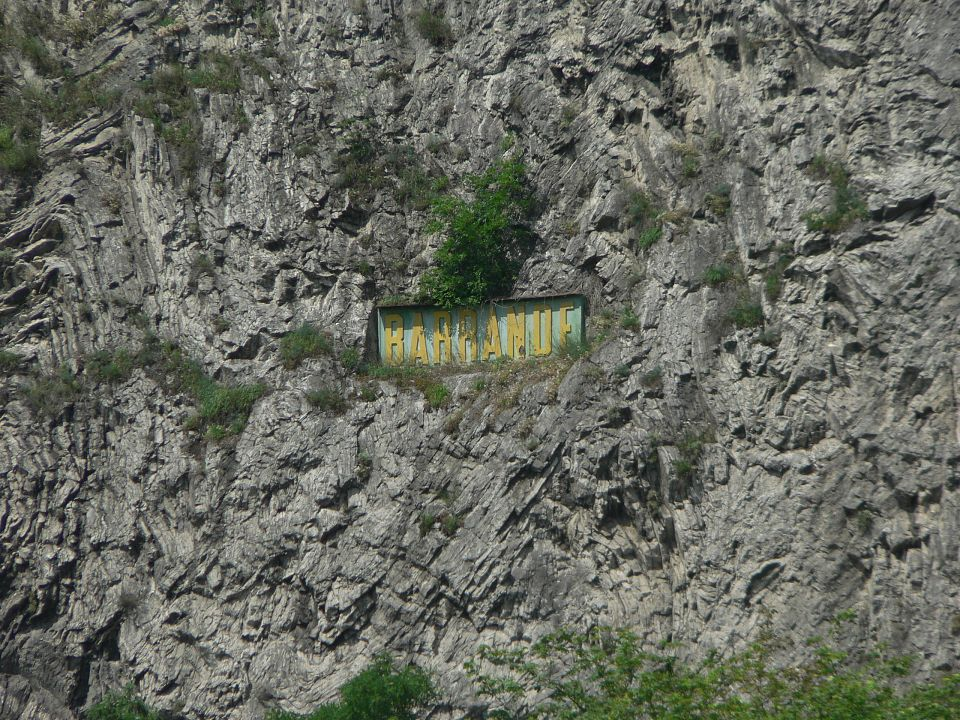
巴兰多夫岩上印有巴兰德的牌匾

捷克电影的历史与布拉格的哈维尔家族息息相关，特别是与米洛什·哈维尔 （1899–1968）和瓦茨拉夫·玛丽亚·哈维尔 （1897–1979）兄弟的活动紧密相关。 

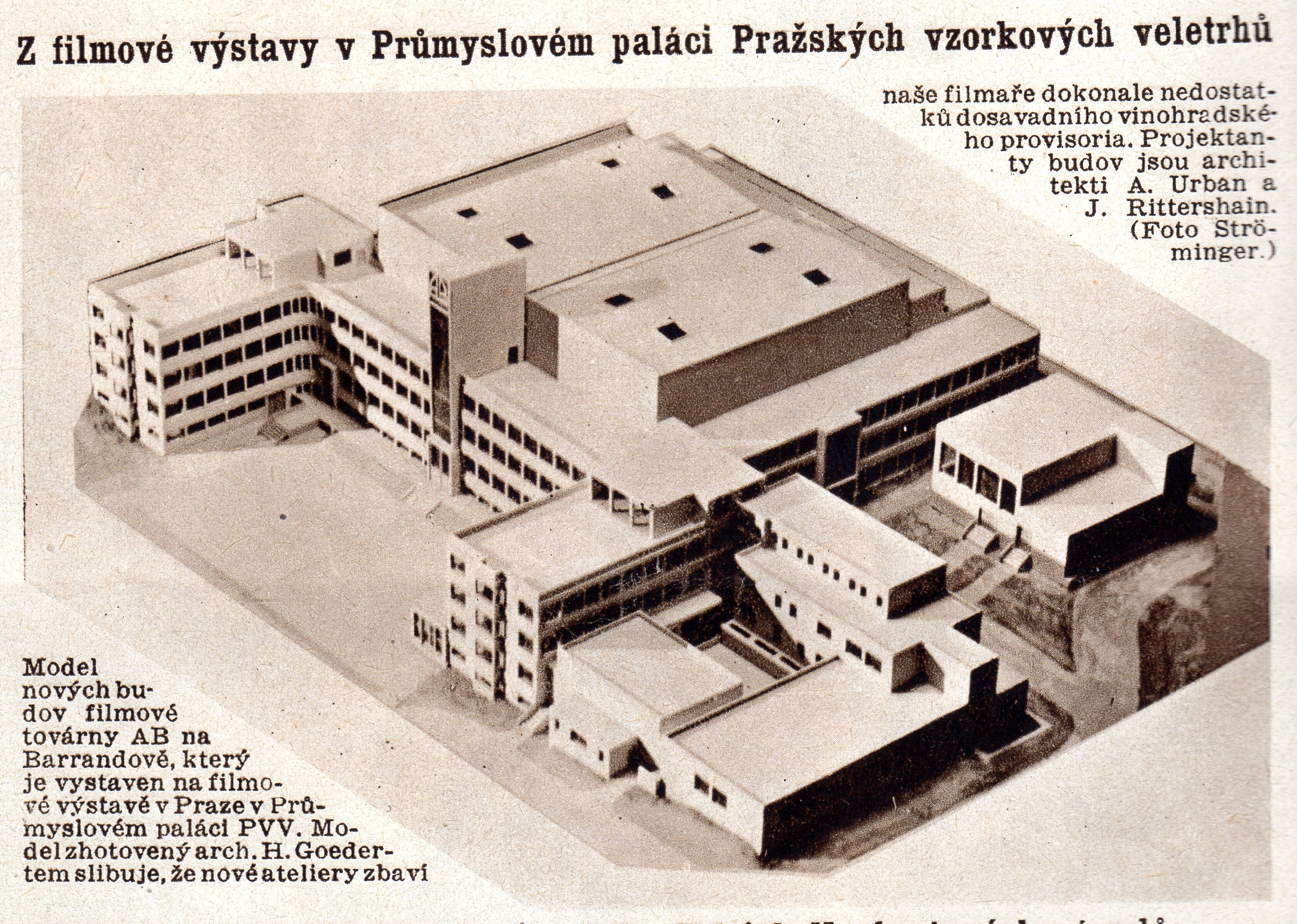
巴兰多夫制片厂的建筑模型，1932年

1921年，米洛什·哈维尔通过将自己的美国电影发行公司与Biografia电影发行公司合并，创建了股份有限公司。 最初，制片厂位于威隆拉第啤酒厂的花园中。 但是，随着新兴的有声电影的出现，必须建立用于可以录音的新摄影棚。 1930年代初，他的兄弟瓦茨拉夫正计划在当时布拉格郊区的山上建造豪华住宅区。 米洛什·哈维尔建议他在项目中加入一个现代电影制片厂。该地区以法国地质学家约阿希姆·巴兰德的名字命名，后者于19世纪在化石丰富的地区工作。 直到今天，巴兰多夫岩都有以巴兰德名字命名的牌匾。 
制片厂的建造始于1931年11月28日，并于1933年完成。  14个月后，巴兰多夫制作的第一部捷克电影《奥斯特罗夫尼街谋杀案》开拍。 在制片厂拍摄的电影数量迅速增加。 巴兰多夫当时有300名固定员工，每年制作80部电影，并开始吸引外国制片人。 它是中欧设备最齐全的制片厂，在早期，乌发、米高美和派拉蒙等外国制作公司因此而在捷克斯洛伐克开发了自己的发行渠道。 
在第二次世界大战纳粹德国占领捷克斯洛伐克期间，制片厂的设施得到了极大补充。 为了使巴兰多夫能够与柏林和慕尼黑的主要电影制片厂相提并论，纳粹制定了三个大型互连阶段的计划。 建设工作于1941年开始，但最后阶段直到1945年初才完成。这三个大阶段（超过3,400平方米的拍摄空间）乃是制片厂对世界各地电影制片人的主要吸引力。 
战争结束后不久，巴兰多夫及其子厂被国有化，直到1990年代初一直是国营状态。 在此期间，成立了新的巴兰多夫电影公司，含有一个特殊效果的摄影棚，其中包括背投隧道和配备了水下拍摄功能的水箱。 

## 新浪潮
在1960年代，捷克电影新浪潮吸引了全世界的目光。 当时在巴兰多夫工作的捷克电影导演包括米洛斯·福曼、伊利·曼佐、沃依采克·雅斯尼、帕维尔·尤拉切克、维拉·希蒂洛娃 、扬·涅梅茨、伊凡·帕瑟、法兰提塞·维拉席兰、埃尔玛·克洛斯以及扬·卡达尔 。 
整个1970年代和1980年代，巴兰多夫延续了剧情片的制作，特别是喜剧和童话，平均每年制作70部电影。1980年代，美国的一些作品都是在工作室制作的，其中包括芭芭拉·史翠姗的《燕特尔》和米洛斯·福尔曼的《莫扎特传》。 

## 近况
在天鹅绒革命（1989年）后不久，巴兰多夫被私有化。 该制片厂在2000年几乎关闭。 但是，本地电影的减少被国外作品的增加所弥补，特别是美国制片人制作的剧情片。 捷克电视台和广告制作人也大量使用了该设施。 现在，巴兰多夫制片厂为剧情片制作人和日益增长的本地视听作品提供全面的制作服务。 
2006年12月，巴兰多夫开设了一个大型的新摄影棚，以吸引更大型的作品。 根据制片厂代表的说法，就规模而言，新厂现在是欧洲最大的制片厂，占地4,000平方米。 
巴兰多夫现由投资公司摩拉维亚钢铁公司拥有。 

## 著名电影

### 1930年 - 1945年
- 《人靠衣装》（1940，海因茨·吕曼和赫塔·菲勒出演）
- 《卡尔·彼得斯》（1940/41）
- 《犹太人苏斯》（1940）
- 《克里彭医生》（1942）
- 《大自由7号》（1943年，与汉斯·阿尔伯斯出演）
- 《蝙蝠》（1945/46，和约翰内斯·希斯特出演 ）
- 《春天》 （1945-47年， 格里高里·亚历山德罗夫导演）

### 1960年代
- 《雷蒙纳多·乔》（1964）
- 《大街上的商店》（1965）
- 《金发女郎之恋》（1965）
- 《雏菊》（1966）
- 《严密监视的列车》（1966）
- 《乱世英豪》（1967）
- 《消防员舞会》 （1967）
- 《特工W4C的末日》（1967）

### 1970年代
- 《女巫》 （1970）
- 《灰姑娘的三个坚果》 （1973）
- 《阿黛尔的晚餐》 （1977）

### 1980年代
- 《燕特尔》 （1983）
- 《莫扎特传》 （1984）
- 《我的甜蜜家园》 （1985）
- 《莫斯科保卫战》 （1985）
- 《鲍里斯·戈都诺夫》 （1986）

### 1990年代
- 《卡夫卡》 （1991）
- 《青春校树》 （1991）
- 《少年印第安纳琼斯大冒险》（1992）
- 《斯大林格勒》 （1993）
- 《不朽真情》 （1994）
- 《地下》 （1995）
- 《给我一个爸》 （1996）
- 《碟中谍》（1996）
- 《白雪公主》 （1997）
- 《悲惨世界》 （1998）
- 《我的巨人》 （1998）
- 《西伯利亚的理发师》 （1998）
- 《抢翻天》（1999）
- 《占地恶魔》 （1999）

### 2000年代
- 《龙与地下城》 （2000）
- 《沙丘魔堡2000》 （2000）
- 《圣战骑士》 （2001）
- 《来自地狱》 （2001）
- 《乱世美人》 （2001）
- 《谍影重重》 （2002）
- 《极限特工》 （2002）
- 《刀锋战士2》 （2002）
- 《零时特工》 （2002）
- 《哈特战争》 （2002）
- 《天降奇兵》（2002）
- 《希特勒：恶魔的崛起》 （2003）
- 《沙丘之子》 （2003年）
- 《上海正午2：上海骑士》 （2003）
- 《总统千金欧游记》 （2004）
- 《王子与我》 （2004）
- 《异形大战铁血战士》 （2004年）
- 《地狱怪客》 （2004）
- 《范海辛》 （2004）
- 《欧洲派》 （2004）
- 《雾都孤儿》 （2005）
- 《格林兄弟》 （2005）
- 《毁灭战士》 （2005）
- 《双面女间谍》（第4季） （2005）
- 《一声惊雷》 （2005）
- 《真相大白》 （2005）
- 《恐怖旅社》 （2006）
- 《纳尼亚传奇：狮子·女巫·衣柜》 （2005）
- 《王者之心》 （2006）
- 《最后的假期》 （2006）
- 《幻术师》 （2006）
- 《凶兆》（2006）
- 《007大战皇家赌场》 （2006）
- 《汉尼拔崛起》 （2007）
- 《恐怖旅社2》 （2007）
- 《巴比伦密码》 （2007）
- 《纳尼亚传奇：凯斯宾王子》 （2008）
- 《特种部队：眼镜蛇的崛起》 （2009）
- 《大慈善家》 （2009）
- 《所罗门王凯恩》 （2009）

### 2010年代
- 《烈日灼人2》 （2010）
- 《浮士德》 （2011）
- 《碟中谍4》 （2011）
- 《波吉亚家族》 （2011）
- 《皇家风流史》 （2012）
- 《催眠师》 （2012）
- 《雪国列车》 （2013）
- 《跨国大追击》 （2013）
- 《赛琳娜》 （2014）
- 《44号孩子》 （2014）
- 《惊天解密》 （2014）
- 《最后的骑士》 （2015）
- 《类人猿行动》 （2016）
- 《联合王国》 （2016）
- 《动物园管理员的妻子》 （2016）
- 《余波》 （2019）
- 《乔乔的异想世界》 （2019）